# Loretta Di Pisa
Loretta Di Pisa (Milano, 27 aprile 1976) è una doppiatrice italiana.

## Biografia
A 16 anni inizia il suo percorso formativo come attrice al C.T.A. di Milano. Frequenta laboratori teatrali e fa varie esperienze di canto. Dopo qualche anno di teatro e qualche lavoro in video, frequenta un corso professionale di doppiaggio, attività che inizia nel 2005 prestando la voce a film, telefilm, cartoni animati, documentari, videogiochi e anche in qualità di speaker di vari spot pubblicitari radiofonici e televisivi negli studi di Milano e di Roma.

## Filmografia

### Cinema
- Assolo, regia di Marco Pozzi (cortometraggio)
- Per l'eternità, regia di Fabio Gradassi (cortometraggio)
- Elena e il pappagallo, regia di Luciano Sartirana

### Televisione
- Love Bugs 3 (Italia 1)

## Teatro
- Elettra (monologhi scelti)
- Fiori d'acciaio, di R. Hearling, regia di N. Ramorino
- Dieci modi per dire Cechov, regia di F. Mazzari

## Doppiaggio

### Cinema
- Emily Tennant in Flicka 2
- Julia Garro in Denti
- Oriana Bonet in The Nun
- Henriette Müller in Berlin Calling
- Nur Awal'liyah Ja'afar in Affetti & dispetti
- Úrsula Corberó in Paranormal Xperience 3D
- Annie Quinn in Il fidanzato perfetto
- Christa B. Allen in La regina del peccato
- Crystal Lowe in Wrong Turn 2
- Stephanie Hsu in Shang-Chi e la leggenda dei Dieci Anelli

### Televisione
- Victoria Justice e Danielle Morrow in iCarly
- Daniella Monet in Victorious, iParty con Victorious
- Andrea Bowen in Squadra Med - Il coraggio delle donne
- Simone Buchanan in Le sorelle McLeod
- Melinda Shankar in Essere Indie
- Aaron Grady in Ned - Scuola di sopravvivenza
- Taryn Southern in Le regole dell'amore
- Bianca Vanhaverbeke in Mega Mindy
- Brittany Anne Pirtle in Power Rangers Samurai
- Nasim Pedrad in New Girl
- Isla Fisher in Arrested Development - Ti presento i miei
- Brianne Howey in I Live With Models
- Mallory Jansen in Agents of S.H.I.E.L.D.
- Stella Maeve in The Magicians
- Megan Lee in Make It Pop
- Angela Lewis in Snowfall
- Anna Margaret in Scream Queens
- Greta Lee in Chance
- Jeanine Mason in Grey's Anatomy
- Alicia Witt in The Exorcist
- Tiffany Boone in The Chi
- Arielle Kebbel in Midnight, Texas
- Angela Lewis in Snowfall
- Gabrielle Elyse in Nicky, Ricky, Dicky & Dawn
- Jill Latiano in Community
- Marielle Scott in A Teacher: Una storia sbagliata
- Nanrisa Lee in Bosch
- Brittany L. Smith in Il colore delle magnolie
- Hannah Emily Anderson in The Purge
- Kemi-Bo Jacobs in Lettera al re

### Soap opera e telenovelas
- Patrizia Aymerich in Isa TVB

### Film d'animazione
- Barbie - La magia della moda, Barbie - Il segreto delle fate, Barbie: Life in the dream house (Raquelle)
- Barbie e l'avventura nell'oceano (Xylie)
- Hamtaro the Movie (Crystal)
- My Little Pony - Equestria Girls - Rainbow Rocks (Aria Blaze)
- Detective Conan - ...e le stelle stanno a guardare (Chianti)
- In questo angolo di mondo (Suzu Urano)
- Flavors of Youth (Xiao Yu)
- One Piece Film: Red (Little Sunny)
- Pretty Guardian Sailor Moon Cosmos - Il film (Sailor Chi)
- The Last: Naruto the Movie (Hanabi Hyuga)
- Overlord - Il film: Capitolo del Santo Regno (Kelart Custodio)

### Cartoni animati
- Angelina ballerina (Anya)
- Marsupilami (Chloe)
- Totally Spies! - Che magnifiche spie! (Dominique)
- Celestin (Huan)
- Che drago di un drago (Linda ed Ether)
- Robbie ragazzo spaziale (Dee)
- Teenage Robot (Teresa)
- King Kong (Billy)
- Bratz (Cymbeline)
- Il meraviglioso mondo di Richard Scarry (Lynnie)
- Barbapapà (Barbazoo)
- Le avventure di Hello Kitty (Kiki)
- Naruto (Hanabi Hyuuga e Ayame)
- Zatch Bell! (Jem)
- My Melody - Sogni di magia (Morbido)
- Bubble Guppies - Un tuffo nel blu e impari di più (Oona)
- Pokémon (Soledad)
- Pokémon Diamante e Perla (Paige)
- Pokémon Diamante e Perla: Battle Dimension, Pokémon Diamante e Perla: Lotte Galattiche e Pokémon Diamante e Perla: I Vincitori della Lega di Sinnoh (Zoey)
- Devil May Cry (Patty Rowell)
- Bakugan Battle Brawlers: New Vestronia e Bakugan: Potenza Mechtanium (Mira)
- Detective Conan (Chianti), Kaito Kid bambino (ep. 513)
- Principesse sirene - Mermaid Melody (Seira)
- Nanaka - Ma quanti anni hai? (Yuriko Amamiya)
- Yu-Gi-Oh! Arc-V (Celina)
- Hamtaro - Piccoli criceti, grandi avventure (Cactus)
- Hello Kitty - Kero Kero Keroppi Aiuto, la città delle ninfee è in pericolo (Keroleen)
- Hello Kitty - Usahana la ballerina piena di sogni (Nuts)
- Sugarbunnies (Françoise Dupont)
- Ayashi no Ceres (Urakawa)
- Samurai 7 (Shino)
- Puni Puni Poemi (Poemi Watanabe)
- The Qpiz (Hearty)
- Happy Lucky Bikkuriman (Usci-Waka)
- Twin Princess - Principesse gemelle (Fine)
- Aria - The Animation, Aria - The Natural e Aria - The Origination (Alice Carroll)
- Emma - Una storia romantica (Eleanor Campbell)
- Shugo Chara - La magia del cuore (Yuki Atoba ep.3, Eriko Cartel ep.35, Lamila ep.36, principe Shuraya bambino ep.37, Shugo Chara di Miyako ep.46)
- Jewelpet (Aoi Arisugawa)
- Puella Magi Madoka Magica (Kyubey)
- Franklin (Castoro)
- Lo straordinario mondo di Gumball (Kathryn, Polly)
- Ever After High (Raven Queen)
- Camp Lakebottom (Gretchen)
- Pokémon XYZ (Diantha)
- Monciccì (Kauri)
- Shin Jeeg Robot d'acciaio (Tsubaki)
- Kilari (Yuka)
- L'attacco dei giganti (Nanaba)
- MÄR (Chapu)
- PiPoPa - I folletti del Web (Pu / Sirena)
- Dragon Ball Super (una negoziante ep.71)
- Beyblade Metal Masters e Beyblade Metal Fury (Mei Mei)
- Doraemon (Fubuki)
- Godannar (Hina)
- Claymore (Veronica)
- Keroro (Yumika)
- Blue Dragon (Nathalie)
- Little Charmers (Lavender)
- Bat Pat (Leo Silver)
- Miraculous - Le storie di Ladybug e Chat Noir (Nora Cèsaire)
- Magical Girl Lyrical Nanoha (Nanoha Takamachi)
- Re:Zero - Starting Life in Another World (Felix Argyle)
- Big Hero 6 - La serie (Liv Amara/Diane)
- Dino Ranch (Miguel)
- Record of Ragnarok (Mary)
- Overlord (Imina)
- Big Mouth, Human Resources (Kitty)

### Videogiochi
- Elora in Spyro Reignited Trilogy
- Elizabeth in BioShock Infinite[2]
- Lulu in League of Legends
- Elena Fisher in Uncharted: Drake's Fortune, Uncharted 2: Il covo dei ladri, Uncharted 3: L'inganno di Drake, Uncharted 4: Fine di un ladro
- Rose Marigold in Alan Wake[3]
- Diana LeGuin in Dead Space 2[4]
- Liara T'soni e Kelly Chambers in Mass Effect 2
- Maga in Diablo III[5]
- Maga in Diablo III: Reaper of Souls[5]
- Li Ming in Heroes of the Storm
- Rosa in Assassin's Creed II[6]
- Faridah Malik in Deus Ex: Human Revolution[7]
- Eve, Aran ed Anne in Elsword[8]
- Zeena in Sonic Lost World
- Darren LaChance in Inazuma Eleven 2[9], Inazuma Eleven 3[10]
- Nelly Reimon in Inazuma Eleven 2[9], Inazuma Eleven 3[10] e Inazuma Eleven Strikers
- Beth Washington in Until Dawn
- Amita in Far Cry 4[11]
- Jade Aldemir in Dying Light[12]
- Katie Bell in Harry Potter e il principe mezzosangue[13]
- Ayumi in X-Blades
- Robin Earlington ne Il Professor Layton vs. Phoenix Wright: Ace Attorney
- Brelyna Mayron in The Elder Scrolls V: Skyrim
- Candy in Batman: Arkham Origins[14]
- Marisa in Call of Juarez: Bound in Blood[15]
- Mary e Kate Holsom in Duke Nukem Forever[16]
- Celia Penderghast in Infamous: Second Son[17]
- Dottoressa uccisa di Ridgeway in Tom Clancy's The Division 2[18]
- Oversphere in Borderlands 3[19]
- Skye in Cyberpunk 2077[20]
- Aneira in Diablo IV[21]

## Pubblicità
- Spot Skoda, Algida, Dixan, Unieuro e molti altri.